# 蒸汽动车
蒸汽动车是一种以蒸汽机为自身提供动力的铁路客车，其锅炉较蒸汽机车轻小，起动加速度更高，是铁路动车组的起源。
最早的蒸汽动车由詹姆斯·塞缪尔和威廉·布里奇斯·亚当斯于1847年的英国伦敦制造。不过蒸汽动车在英国的许多铁路公司的使用效果并不理想，后被推拉式列车取代。英国的哨兵车辆工厂亦曾参与制造蒸汽动车。
比利时梅赫伦的M. A. Cabany曾于1877年制造蒸汽动车，并在法国巴黎展出（可能是1878年巴黎世博会）。其蒸汽锅炉由位于比利时布叙的工厂制造。提供一等、二等、三等3种等级的服务。这批蒸汽动车还设有狗笼。共计制造15台，主要运行在埃诺省和安特卫普省。
奥匈帝国的冈茨公司也曾在一战之前制造蒸汽动车。
美国的圣塔菲铁路公司也曾于1911年制造蒸汽动车，这批蒸汽动车采用美国车辆与铸造公司制造的车体、Jacobs-Schupert锅炉、冈茨公司的一些零件。其中的M-104号的实验以失败告终。

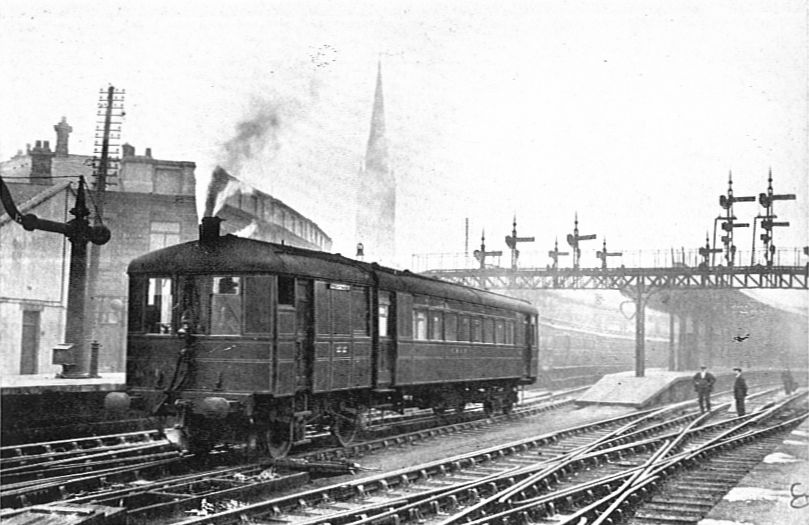
伦敦及东北铁路曾经使用的由哨兵车辆工厂（英语：Sentinel Waggon Works）制造的蒸汽动车。
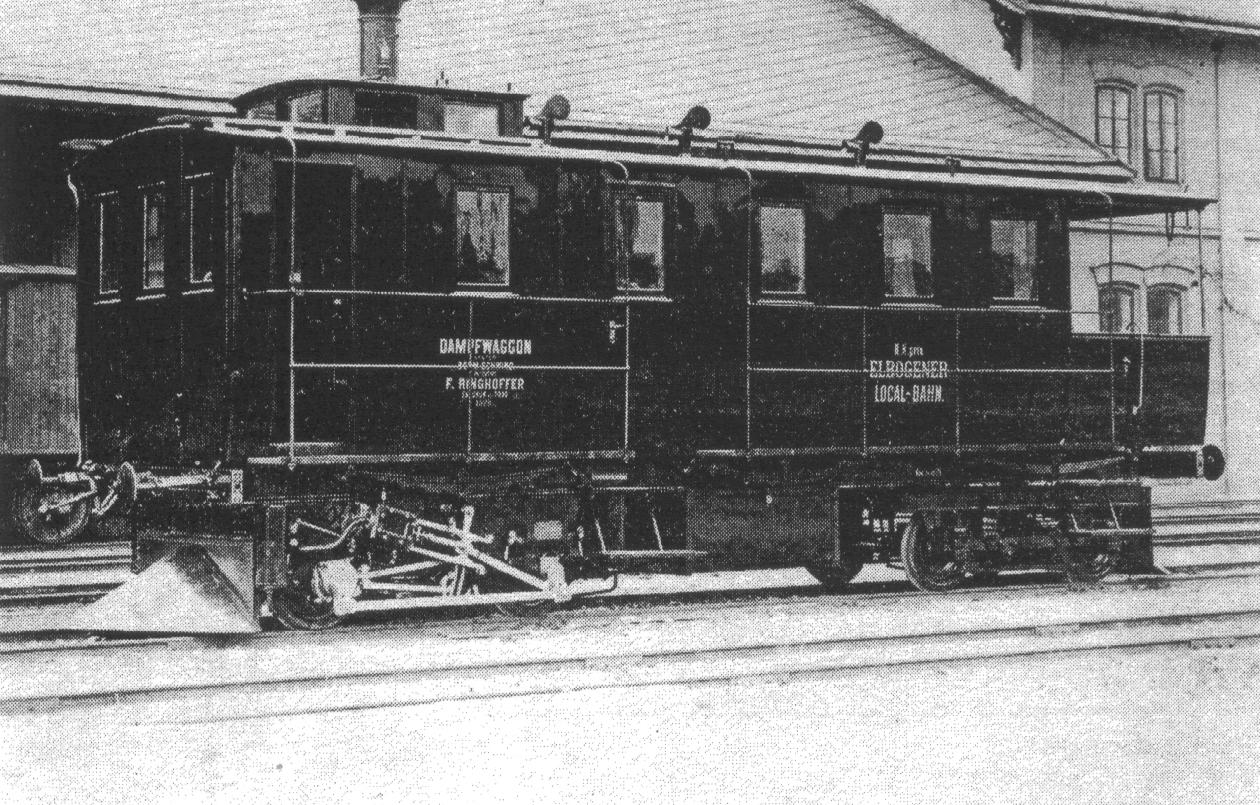
1880年制造的蒸汽动车，拍摄于布拉格。